# Mindanaoneushoornvogel
De mindanaoneushoornvogel (Penelopides affinis) is een neushoornvogel die voorkomt in de regenwouden in het zuiden van de Filipijnen

## Kenmerken
De mindanaoneushoornvogel  wordt ongeveer 53,5 centimeter lang met een spanwijdte van zo'n 22,5 centimeter. De soort is samen met de luzonneushoornvogel en de mindoroneushoornvogel de kleinste in de Filipijnen voorkomende neushoornvogelsoort. Het mannetje is makkelijk te herkennen aan de vaalwitte kop, zijkanten van de nek, onderkant hals en borst. De buik en flanken zijn in tegenstelling tot de visayanneushoornvogel vaalgeel in plaats van donkerrood. De rug en vleugels zijn bruin tot zwart met wat donkerrood daardoorheen. De staart is wit tot donkerrood met aan het eind een zwarte band. Het vrouwtje is grijsbruin tot zwart. 
De mindanaoneushoornvogel is net als alle neushoornvogels een luidruchtige vogel die in paren of in groepjes leeft. De soort vliegt door afwisselend met de vleugels te klappen en te zweven.

## Voedsel
Het dieet van de mindanaoneushoornvogel bestaat voornamelijk uit fruit. Ze eten ook wel insecten, kevers, mieren en heel soms wormen.

## Voortplanting
De mindanaoneushoornvogel plant zich voort in de maand mei. Het vrouwtje legt daarbij zo'n 3 eieren, waarbij ze zichzelf inbouwt in haar nest tijdens het uitbroeden van de eieren.

## Verspreiding en leefgebied
Er worden twee ondersoorten onderscheiden:
- P. affinis affinis op de eilanden Dinagat, Mindanao en Siargao
- P. affinis basilanica op het eiland Basilan
- De samarneushoornvogel (P. samarensis) wordt door BirdLife International als een derde ondersoort beschouwd.

Het leefgebied bestaat uit primair regenwoud en bosranden tot zo'n 1500 meter boven zeeniveau.

## Status
De grootte van de wereldpopulatie is niet gekwantificeerd. De mindanaoneushoornvogel gaat in aantal achteruit door ontbossing. Echter, het tempo ligt onder de 30% in tien jaar (minder dan 3,5% per jaar). Om deze redenen staat de soort als niet bedreigd op de Rode Lijst van de IUCN.